# (160) Una
(160) Una ist ein Asteroid des mittleren Hauptgürtels, der am 20. Februar 1876 vom deutsch-US-amerikanischen Astronomen Christian Heinrich Friedrich Peters am Litchfield Observatory in New York entdeckt wurde.
Der Asteroid wurde benannt nach der Heldin des poetischen Werks The Faerie Queene des englischen Schriftstellers Edmund Spenser (1552–1599).

## Wissenschaftliche Auswertung
Aus Ergebnissen der IRAS Minor Planet Survey (IMPS) wurden 1992 Angaben zu Durchmesser und Albedo für zahlreiche Asteroiden abgeleitet, darunter auch (160) Una, für die damals Werte von 81,2 km bzw. 0,06 erhalten wurden. Mit dem Satelliten Midcourse Space Experiment (MSX) wurden dann 1996 bis 1997 im Rahmen der Infrared Minor Planet Survey (MIMPS) neue Daten erhalten, aus denen für den Asteroiden Werte für den mittleren Durchmesser und die Albedo von 80,8 km bzw. 0,06 bestimmt wurden. Nach der Reaktivierung von NEOWISE im Jahr 2013 und Registrierung neuer Daten wurden die Werte 2015 zunächst mit 69,6 km bzw. 0,07 angegeben und dann 2016 korrigiert zu 78,8 km bzw. 0,06, diese Angaben beinhalten aber alle hohe Unsicherheiten.

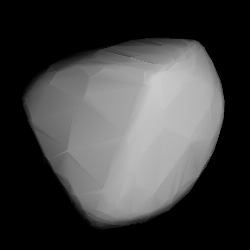
Berechnetes 3D-Modell von (160) Una

Photometrische Beobachtungen von (160) Una erfolgten vom 12. bis 14. Oktober 1982 am Table Mountain Observatory in Kalifornien. Aus der gemessenen Lichtkurve konnten nur Rotationsperioden von 5,55 h oder Vielfache davon abgeleitet werden. Obwohl die längeren Perioden nicht ausgeschlossen werden konnten, wurde die kürzeste Periode als die wahrscheinlichste angenommen. Weitere Beobachtungen gab es am 4. und 5. Oktober 1991 am Osservatorio Astrofisico di Catania in Italien. Hier wurde eine etwas längere Rotationsperiode von 5,61 h bestimmt.
Umfangreiche photometrische Messungen fanden dann in den Jahren 2000, 2001/2002, 2005, 2007 am Observatorium Borówiec in Polen und 2008 am South African Astronomical Observatory (SAAO) in Südafrika statt. Ursprünglich beschränkte man sich bei den Beobachtungen auf die aus der Literatur bekannte Periode von 5,61 h. Aber bereits nach der Erscheinung von 2002 wurde klar, dass die Periode länger als 6 h sein musste. Schließlich konnte festgestellt werden, dass nur eine viel längere Periode von 11,033 h für alle Erscheinungen passte.
Aus archivierten Daten des Asteroid Terrestrial-impact Last Alert System (ATLAS) aus dem Zeitraum 2015 bis 2018 konnte in einer Untersuchung von 2022 mit der Methode der konvexen Inversion eine Rotationsperiode von 11,0332 h berechnet werden. Im Jahr 2023 wurde aus photometrischen Messungen von Gaia DR3 ein dreidimensionales Gestaltmodell des Asteroiden für zwei alternative Rotationsachsen mit retrograder Rotation und einer Periode von 11,0330 h berechnet.